# Premix
Thức ăn đậm đặc (Premix) là một hỗn hợp ở dạng bột bao gồm các chất giàu dinh dưỡng có hoạt tính sinh học cao (như khoáng vi lượng, vitamin, amino acid,...) được phối trộn sẵn dùng để bổ sung vào thực phẩm hoặc thức ăn cho vật nuôi.

## Thành phần
Thành phần chính của Premix gồm có chất đệm (chất mang) và hoạt chất. Chất mang là những chất không làm mất cân bằng dinh dưỡng, có cùng kích thước và khối lượng như các hoạt chất; có độ ẩm dưới 8%, tỉ lệ chất béo thấp hơn 6%, pH từ 5,6 - 7,5 (tuỳ loại P) không làm giảm hoạt tính của hoạt chất, thường dùng cám gạo, bột sắn, bột lõi ngô... Hoạt chất là thành phần 
chính, có hoạt tính sinh học cao như vitamin, khoáng vi lượng... Chất mang và hoạt chất dễ dàng được trộn đồng đều trong hỗn hợp.

## Phân loại
Có thể căn cứ vào hàm lượng hoạt chất để phân loại premix. Premix vitamin có hàm lượng vitamin cao, các vitamin gồm A, D, E, K, B2, B12, PP, niaxin, cholin, biodin và folax. Premix khoáng có các thành phần chính là calci (Ca), phosphor (P), sắt (Fe), đồng (Cu), kẽm (Zn), mangan (Mn), coban (Co), magie (Mg), iod (I)...

## Bài liên quan
- Thức ăn chăn nuôi